# Список почтовых марок, посвящённых дню рождения Юрия Гагарина
12 апреля 1961 года Юрий Алексеевич Гагарин стал первым человеком в мировой истории, совершившим полёт в космическое пространство. Родился он 9 марта 1934 года в деревне Клушино Гжатского (ныне Гагаринского) района Западной области (ныне — Смоленская область) СССР.
Почтовые марки в ознаменование годовщин его рождения начали выпускаться с 1984 года, с 50-летия космонавта. С этого времени в филателистической гагариниане появилось тема «День рождения Юрия Гагарина». В список не вошли марки, помеченные на Colnect как непочтовые.
Если к 50- и 70-летию Юрия Гагарина было выпущено по одной марке, то начиная с 75-летия можно говорить о выпусках омнибусных серий.

## 50-лет со дня рождения
К 50-летию Юрия Гагарина выпущена одна марка.
- Союз Советских Социалистических Республик[4]

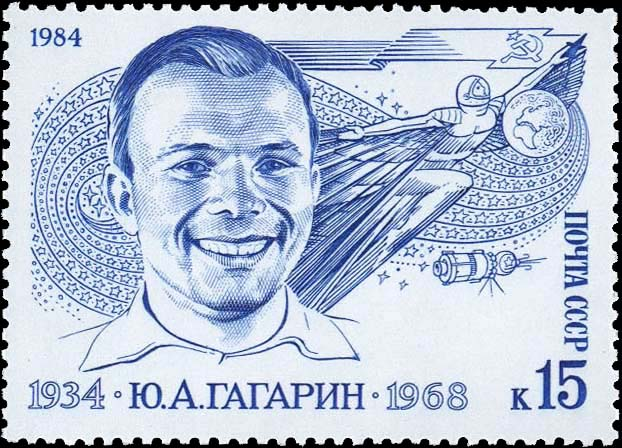
Михель № 5361 (1984-03-08) 50 лет со дня рождения Юрия Гагарина (1934—1968)

## 70-лет со дня рождения
К 70-летию Юрия Гагарина выпущена одна марка.
- Россия[5]

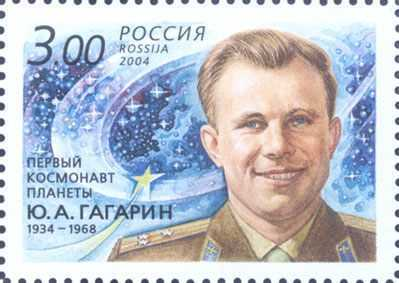
Михель № 1148 (2004-02-20) 70 лет со дня рождения Юрия Гагарина (1934—1968)

## 75-лет со дня рождения

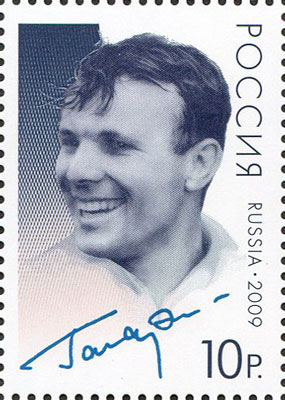
Михель № 1148 (2009-03-06) 75 лет со дня рождения Ю. А. Гагарина (1934—1968)

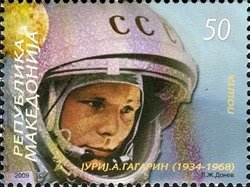
Михель № 1536 (2009-02-04) 75 лет со дня рождения Юрия Гагарина

К 75-летию Юрия Гагарина была выпущена тремя странами омнибусная серия из пяти марок и блока.
- Гвинея[6]

Михель № 6706-6708KB (2009-09-02). 75 лет со дня рождения Юрия Гагарина
Михель № BL1713 (2009-09-02). 75 лет со дня рождения Юрия Гагарина
Хотя эти издания разрешены Почтовой администрацией Гвинеи, они не были проданы в Гвинее, а были распространены только для торговли новинками Гвинейским филателистическим агентством.
- Россия[7]

- Михель № 1148 (2009-03-06)
75 лет со дня рождения Ю. А. Гагарина (1934—1968)

- Северная Македония[8]

- Михель № 1536 (2009-02-04)
75 лет со дня рождения Юрия Гагарина

## 80-лет со дня рождения

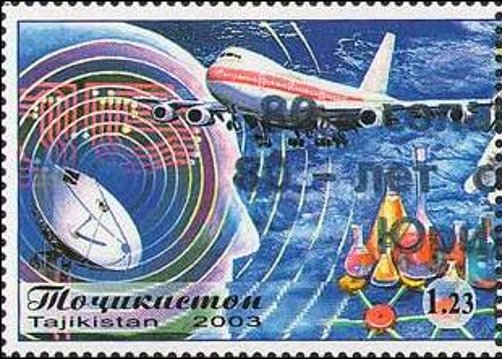
Михель № 661 (2014-03-08) 80 лет со дня рождения Юрия Гагарина
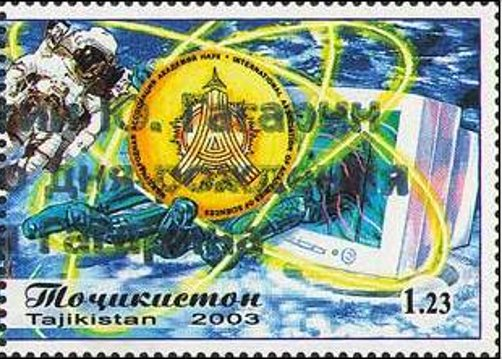
Михель № 662 (2014-03-08) 80 лет со дня рождения Юрия Гагарина

К 80-летию Юрия Гагарина была выпущена 8 странами омнибусная серия из 34 марок и 8 блоков.
- Гвинея[9]

Михель № 10442-10445KB (2014-09-01). 80 лет со дня рождения Юрия Гагарина
Михель № BL2384 (2014-09-01). 80 лет со дня рождения Юрия Гагарина
Хотя этот выпуск был санкционирован Почтовой администрацией Гвинеи, выпуск не был выставлен на продажу в Гвинее и был распространен только для торговли новыми выпусками Филателистическим агентом Гвинеи.
- Гвинея-Бисау[10]

Михель № 7053-7057KB (2014-01-10). 80 лет со дня рождения Юрия Гагарина
Михель № BL1237 (2014-01-10). 80 лет со дня рождения Юрия Гагарина
Хотя этот выпуск был санкционирован почтовыми служащими в Гвинее-Бисау, весь выпуск был распространен почтовыми агентами, представляющими Гвинею-Бисау в торговле новыми выпусками, а не продан в Гвинее-Бисау.
- Мозамбик[11]

Михель № 7140-7143KB (2014-02-25). 80 лет со дня рождения Юрия Гагарина
Михель № BL868 (2014-02-25). 80 лет со дня рождения Юрия Гагарина
Хотя этот выпуск был санкционирован Почтовой администрацией Мозамбика, выпуск не был выставлен на продажу в Мозамбике, а был распространен среди торговцев новыми выпусками Филателистическим агентом Мозамбика.
- Нигер[12]

Михель № 2697-2700KB (2014-04-25). 80 лет со дня рождения Юрия Гагарина
Михель № BL281 (2014-04-25). Юрий Гагарин (1934—1968)
Хотя эти издания были санкционированы Почтовой администрацией Нигера, они не продавались в Нигере, а только распространялись для торговли новинками Нигерийским филателистическим агентством.
- Соломоновы Острова[13]

Михель № 2457-2460KB (2014-03-10). Юрий Гагарин (1934—1968)
Михель № BL273 (2014-03-10). Юрий Гагарин (1934—1968)
Михель № 2737-2740KB (2014-11-20). 80 лет со дня рождения Юрия Гагарина
Михель № BL329 (2014-11-20). Юрий Гагарин (1934—1968)
Хотя эти выпуски были признаны Почтовой администрацией Соломоновых островов, они не продавались на Соломоновых островах, а только распространялись для торговли новинками Филателистическим агентством Соломоновых островов.
- Таджикистан[14]

- Михель № 661 (2014-03-08)
80 лет со дня рождения Юрия Гагарина
- Михель № 662 (2014-03-08)
80 лет со дня рождения Юрия Гагарина

- Того[15]

Михель № 5036-5039KB (2013-06-10). 80 лет со дня рождения Юрия Гагарина
Михель № BL826 (2013-06-10). 80 лет со дня рождения Юрия Гагарина
- Центральноафриканская Республика[16]

Михель № 4580-4583KB (2014-02-25). 80 лет со дня рождения Юрия Гагарина (1934—1968)
Михель № BL1129 (2014-02-25). 80 лет со дня рождения Юрия Гагарина
Хотя этот выпуск был разрешен почтовыми чиновниками в ЦАР, весь выпуск был распространен агентами по продаже марок, представляющими ЦАР в торговле новыми выпусками, а не продан в ЦАР.

## 85-лет со дня рождения

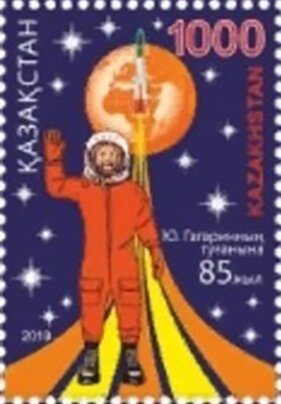
Михель № 1145 (2019-12-09) 85 лет со дня рождения Юрия Гагарина

К 85-летию Юрия Гагарина была выпущена 13 странами омнибусная серия из 43 марок и 10 блоков.
- Абхазия[17]

Михель № 1002 (2019-09-14) 85 лет со дня рождения Юрия Гагарина

- Гвинея[18]

Colnect № 2019—319 (4 марки) (2019-10-16). 85 лет со дня рождения Юрия Гагарина
Colnect № 2019—320 (блок) (2019-10-16). 85 лет со дня рождения Юрия Гагарина
Хотя этот выпуск был санкционирован Почтовой администрацией Гвинеи, выпуск не был выставлен на продажу в Гвинее и был распространен только для торговли новыми выпусками Филателистическим агентом Гвинеи.
- Гвинея-Бисау[19]

Colnect № 2019-26 (4 марки) (2019-02-19). 85 лет со дня рождения Юрия Гагарина
Colnect № 2019-27 (блок) (2019-02-19). 85 лет со дня рождения Юрия Гагарина
Хотя этот выпуск был санкционирован почтовой администрацией Гвинеи-Бисау, он не был выставлен на продажу в Гвинее-Бисау и был распространен только в рамках торговли новыми выпусками Филателистическим агентом Гвинеи-Бисау.
- Джибути[20]

Colnect № 2019-09 (4 марки) (2019-02-27). 85 лет со дня рождения Юрия Гагарина
Colnect № 2019-10 (блок) (2019-02-27). 85 лет со дня рождения Юрия Гагарина
Хотя этот выпуск был санкционирован Почтовой администрацией Джибути, выпуск не был выставлен на продажу в Джибути, а был распространен только на торговлю новыми выпусками Филателистическим агентом Джибути.
- Казахстан[21]

- Михель № 1145 (2019-12-09)
85 лет со дня рождения Юрия Гагарина

- Кыргызстан[22]

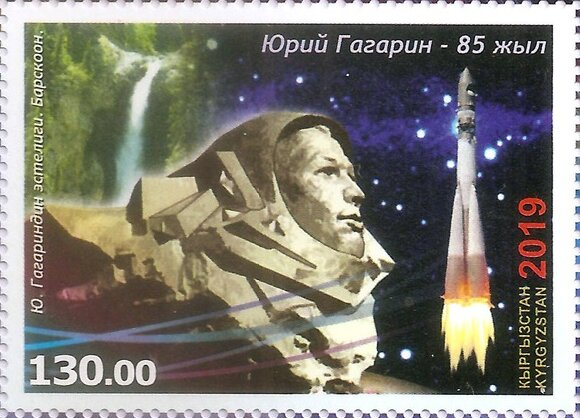
Михель № 954 (2019-04) 85 лет со дня рождения Юрия Гагарина
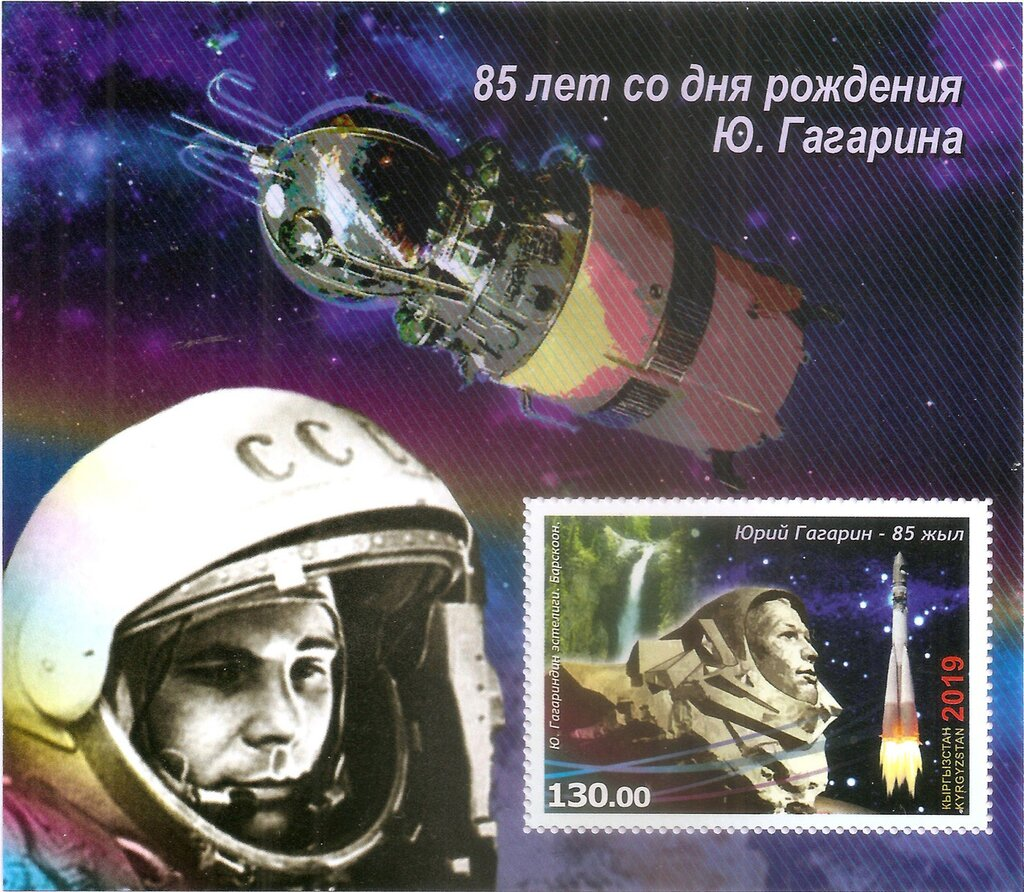
Михель № BL102A (2019-04) 85 лет со дня рождения Юрия Гагарина

- Мальдивы[23]

Михель № 8279 (2019-04-30). «Восток-1»
Михель № 8280 (2019-04-30). Юрий Гагарин (1934—1968)
Михель № 8281 (2019-04-30). Юрий Гагарин (1934—1968)
Михель № 8282 (2019-04-30). Юрий Гагарин (1934—1968)
Михель № BL1321 (2019-04-30). 85 лет со дня рождения Юрия Гагарина
Хотя этот выпуск был разрешен Почтовой администрацией Мальдивских Островов, выпуск не был выставлен на продажу на Мальдивах и был распространен только для торговли новыми выпусками Филателистическим агентом Мальдивских Островов.
- Мозамбик[24]

Colnect № 2019—153 (4 марки) (2019-06-10). 85 лет со дня рождения Юрия Гагарина
Colnect № 2019—154 (блок) (2019-06-10). 85 лет со дня рождения Юрия Гагарина
Хотя этот выпуск был разрешен Почтовой администрацией Мозамбика, он не продавался в Мозамбике, а только распространялся Мозамбикским филателистическим агентством для распространения на рынке новинок.
- Нигер[25]

Colnect № 2019—263 (4 марки) (2019-12-20). 85 лет со дня рождения Юрия Гагарина
Colnect № 2019—264 (блок) (2019-12-20). 85 лет со дня рождения Юрия Гагарина
Хотя этот выпуск был санкционирован Почтовой администрацией Нигера, выпуск не был выставлен на продажу в Нигере и был распространен только для торговли новыми выпусками Филателистическим агентом Нигера.
- Приднестровская Молдавская Республика[26][27]

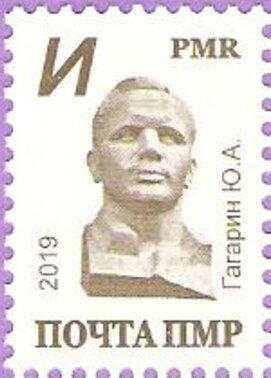
«Марка Приднестровья» № 868 (2019-03-09) Юрий Гагарин
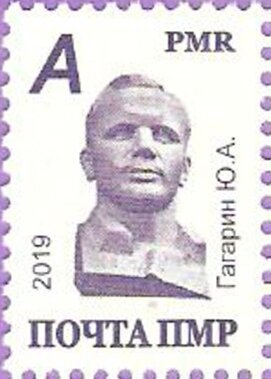
«Марка Приднестровья» № 869 (2019-03-09) Юрий Гагарин
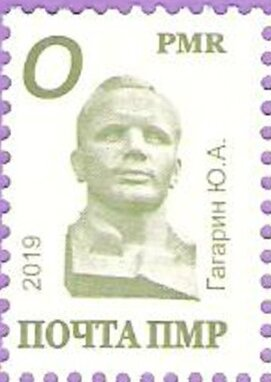
«Марка Приднестровья» № 869 (2019-03-09) Юрий Гагарин
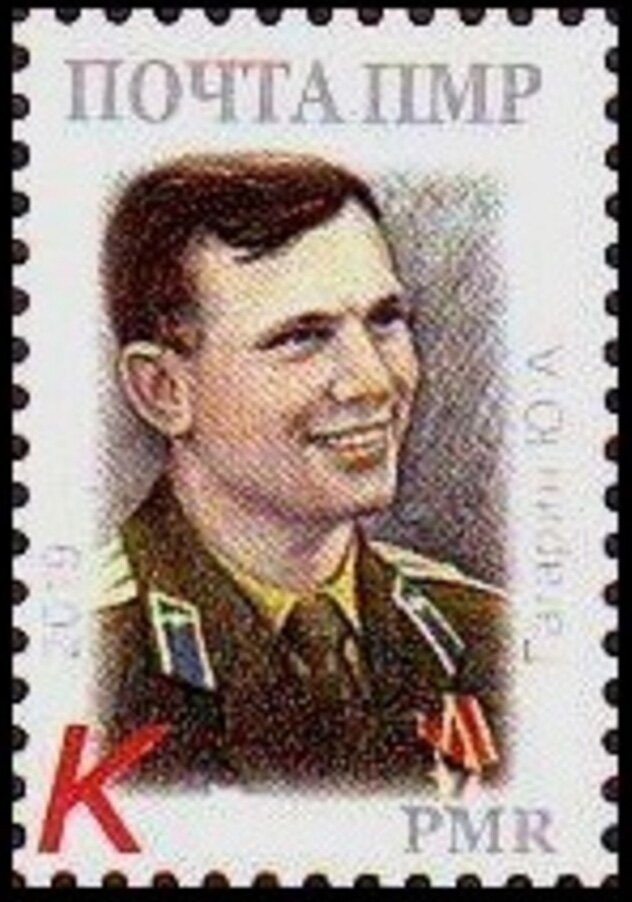
«Марка Приднестровья» № 904 (2019-10-26) 85 лет со дня рождения Юрия Гагарина

- Сан-Томе и Принсипи[28]

Colnect № 2019-67 (4 марки) (2019-04-10). 85 лет со дня рождения Юрия Гагарина
Colnect № 2019-68 (блок) (2019-04-10). 85 лет со дня рождения Юрия Гагарина
Хотя этот выпуск был разрешен Почтовой администрацией Сан-Томе и Принсипи, он не продавался в Сан-Томе и Принсипи, а только распространялся Филателистическим агентством Сан-Томе и Принсипи для распространения на рынке новинок.
- Сьерра-Леоне[29]

Colnect № 2019—424 (4 марки) (2019-11-28). 85 лет со дня рождения Юрия Гагарина
Colnect № 2019-11-28 (блок) (2019-11-28). 85 лет со дня рождения Юрия Гагарина
Хотя это издание разрешено Почтовой администрацией Сьерра-Леоне, оно не продавалось в Сьерра-Леоне, а распространялось только в рамках торговли новинками Филателистическим агентством Сьерра-Леоне.
- Центральноафриканская Республика[30]

Михель № 8571-8574KB (2019-01-16). 85 лет со дня рождения Юрия Гагарина
Михель № BL1899 (2019-01-16). 85 лет со дня рождения Юрия Гагарина
Хотя этот выпуск был разрешен почтовыми чиновниками в ЦАР, весь выпуск был распространен агентами по продаже марок, представляющими ЦАР в торговле новыми выпусками, а не продан в ЦАР.